# معركة عين الزيتونة
معركة عين الزيتونة وقعت في 20 آب/ أغسطس عام 1936، وعُرفت في مصادر أخرى باسم "معركة وادي عارة"، وهي إحدى معارك الثورة الفلسطينية الكبرى التي دارت بين الثوار الفلسطينيين وقوات الاستعمار الانجليزي.
دارت المعركة لمدة 12 ساعة في منطقة عين الزيتونة، الواقعة على الشارع الرئيسي وادي عارة جوار أم الفحم، حيث استحكم الثوار في المنطقة الممتدة من فروش قرية عرعرة ثم منطقة خلة الحمارة في العرايش إلى حي عراق الشباب، واستحكم آخرون في جبال الروحة من منطقة البيار حتى عين ابراهيم.

## سير المعركة
مرت دورية إنجليزية يوم 20.08.1936 مؤلفة من ثلاث سيارات كبيرة مملوؤة بالجند من طريق وادي عارة، فرشقها الثوار المتحصنون في أحد جبال عين الزيتونة بوابل من الرصاص، وجرى التراشق بين الطرفين، حينها بدأ الثوار من أم الفحم والقرى المجاورة بالتوافد إلى ساحة المعركة سيرًا على الأقدام أو على الخيل، أمّا النساء والأطفال والشيوخ فقد شاركوا في المعركة في تشجيع الثوار على القتال بالأهازيج والزغاريد، ونقل المياه والغذاء للثوار، ونقل وإسعاف الجرحى. كاد الثوار الفلسطينيون أن ينتصروا على الإنجليز لولا مجيء النجدة المؤلفة من خمس سيارات مملوؤة بالجند الإنجليزي، ووقعت حينها معركة ثانية اُطلق عليها معركة خلة الحمارة، فيها أظهر الثوار براعة في الخطط الحربية. وبعد أن امتدت المعركة لساعات إضافية استنجد الإنجليز مرة أخرى بثلاث طائرات حربية ودبابات ومدافع جبلية قامت بقصف استحكامات الثوار لمدة ستة ساعات متواصلة وكانت هذه المعركة الثالثة التي استمرت حتى ساعات المساء، إلى أن انسحبت القوات الإنجليزية باتجاه قرية اللجون.

## نتائج المعركة
سقط خلال المعركة أكثر من 10 ثوّار فلسطينيين من عرعرة واليامون وسيلة الحارثية ورمانة، حسب شهادة أهالي بلدة أم الفحم، وأُصيب 32 آخرون، حسب شهادة حكومة الانتداب الإنجليزي لم يُصب أحد من الانجليزسوى باشجاويش بريطاني بجراح طفيفة.
بعد أنتهاء المعركة اُحضر الشهداء إلى منطقة بيدر بدرانة والتف الناس حولهم للتعرف على جثثهم. ثم حُمل كل من هم إلى قريته لدفنه هناك.